# Liberia en los Juegos Olímpicos de Sídney 2000
Liberia estuvo representada en los Juegos Olímpicos de Sídney 2000 por ocho deportistas, seis hombres y dos mujeres, que compitieron en atletismo.
El portador de la bandera en la ceremonia de apertura fue el atleta Kouty Mawenh. El equipo olímpico liberiano no obtuvo ninguna medalla en estos Juegos.